# Анари
Анари́ (греч. αναρή, тур. nor) — сыр из молочной сыворотки, изготовляемый на Кипре. Анари — менее известный, чем другие сорта местных сыров (например, халлуми), тем не менее он набирает популярность благодаря специализированным выставкам и фестивалям сыров; один из местных производителей анари получил серебряную медаль в 2005 году на всемирном мероприятии World Cheese Awards, проходившем в Великобритании.

## Производство
При производстве анари используется сыворотка, выделяющаяся во время изготовления других сыров — обычно халлуми или кефалотири. Сыворотка нагревается до 65oC. Далее при этот температуре иногда добавляется небольшое количество молока (5—10 %) для улучшения качества сыра. Затем температура повышается и при 80—85oC сыр начинает формироваться в виде небольших кусочков.

## Сорта
При простейшем рецепте изготовления, описанном выше, анари имеет белый цвет и очень мягкую структуру, похожую на зернёный творог и рикотту. Часто в сыр добавляют соль и затем сушат его на подогреве (в прошлом при сушке его оставляли на солнце), тогда получается очень твёрдый и долго хранящийся сорт сыра.

## Использование
- Если анари оставляют мягким, его срок годности очень небольшой. Местные жители едят его на завтрак с сиропом или мёдом.
- Бурекия — традиционная выпечка на Кипре с начинкой из анари (солёной или сладкой).
- Анари используется при изготовлении чизкейков.
- Твердые сорта анари используются для гарниров, с пастой или для приготовления соусов.

## Пищевая ценность
Типичное содержание в 100 г продукта:
| Жиры                    | 15 г     |
| Углеводы                | 2 г      |
| Белки                   | 11 г     |
| Энергетическая ценность | 195 ккал |
| Холестерин              | 80 мг    |